# Desarrollo comunitario
El desarrollo comunitario es un proceso donde los miembros de una comunidad se unen para realizar acciones colectivas y generar soluciones a problemas comunes buscando crear sociedades sostenibles, cohesionadas e inclusivas, regidas por principios de equidad y justicia.
Es un término amplio que se otorga a las prácticas de los líderes cívicos, activistas, ciudadanos comprometidos y profesionales para mejorar diversos aspectos de las comunidades, por lo general con el objetivo de construir comunidades locales más fuertes y más resistentes.
Existen numerosos enfoques superpuestos para el desarrollo comunitario. Algunos se centran en los procesos, otros en los resultados/objetivos. Incluyen:
- Arte, Cultura y Desarrollo; se centra en el papel de las artes y la cultura en el desarrollo comunitario y la transformación social.
- Participación de la comunidad; se centra en las relaciones fundamentales para facilitar "la comprensión y la evaluación, la participación, el intercambio de información y opiniones sobre un concepto, tema o proyecto, con el objetivo de construir capital social y mejorar los resultados sociales a través de la toma de decisiones"
- Grupo de Autoayuda de Mujeres; centrándose en la contribución de las mujeres en los grupos de asentamiento.
- Desarrollo de la Capacidad de la Comunidad; centrándose en ayudar a las comunidades a obtener, fortalecer y mantener la capacidad de establecer y alcanzar sus propios objetivos de desarrollo.
- Capacitación para grupos grandes; un enfoque de educación de adultos y psicología social basado en la actividad del individuo y la psicología social del grupo grande, centrándose en grandes grupos de participantes desempleados o semi-empleados, muchos de los cuales con niveles más bajos de alfabetización.
- Formación de capital social; centrándose en los beneficios derivados de la cooperación entre individuos y grupos.
- Acción directa no-violenta; cuando un grupo de personas toma medidas para revelar un problema existente, resaltar una alternativa o demostrar una posible solución a un problema social que no se está abordando a través de las instituciones sociales tradicionales (gobiernos, organizaciones religiosas o sindicatos establecidos) a satisfacción de participantes de acción directa.
- Desarrollo económico; centrado en el desarrollo de los países en desarrollo medido por sus economías, aunque incluye los procesos y políticas mediante los cuales una nación mejora el bienestar económico, político y social de su gente.
- Desarrollo económico comunitario; una alternativa al desarrollo económico convencional que fomenta el uso de los recursos locales de una manera que mejore los resultados económicos y al mismo tiempo mejore las condiciones sociales. Implica estrategias que apuntan a mejorar el acceso a viviendas asequibles, atención médica y atención infantil.

## Desarrollo Comunitario Institucionalizado
En un estudio publicado en la prestigiosa revista Cuadernos de Investigación UNED en 2010, se analiza el surgimiento y evolución del desarrollo comunitario institucionalizado en Costa Rica, enmarcado dentro del “modelo de desarrollo hacia adentro” promovido por la Comisión Económica para América Latina (CEPAL) y otras redes epistémicas afines. Este enfoque buscaba sustituir las estructuras tradicionales asociadas al modelo agroexportador —también conocido como “modelo de crecimiento hacia fuera”— por un modelo más racional, enfocado en la industrialización, la integración regional y la planificación estatal.
Durante sus primeros años, especialmente en las décadas de 1960 y 1970, el Programa de Desarrollo de la Comunidad, ejecutado principalmente mediante las Asociaciones de Desarrollo Comunal, desempeñó un papel clave en la modernización productiva del país, particularmente en las zonas rurales y fronterizas. Estas asociaciones se consolidaron como estructuras de base para facilitar la participación ciudadana y acompañar procesos de transformación agroindustrial.
Sin embargo, hacia finales de la década de 1970, la crisis de endeudamiento externo que afectó a la región debilitó gravemente la capacidad de intervención estatal, lo cual impactó negativamente la continuidad del modelo y del desarrollo comunal institucionalizado. A partir de entonces, surgieron críticas desde distintos sectores: la dirigencia política cuestionaba supuestos vínculos con la politiquería, la intelectualidad socialdemócrata señalaba la falta de discusión sobre los grandes temas nacionales y la izquierda académica reprochaba un supuesto abandono del impulso participativo. A pesar de estas críticas, el estudio resalta que tanto la Dirección Nacional de Desarrollo Comunal como las Asociaciones de Desarrollo surgieron con una agenda diferente, orientada a objetivos concretos que lograron cumplir con eficacia durante su periodo inicial de implementación.